# Gran Premio di Parigi
Il Gran Premio di Parigi o Coupe de Paris è stato una gara automobilistica disputata dal 1939 al 1952 sull'autodromo di Linas-Montlhéry e nel Bois de Boulogne, vicino a Parigi.

## Storia

Percorso del circuito attraverso il Bois de Boulogne nel 1945.

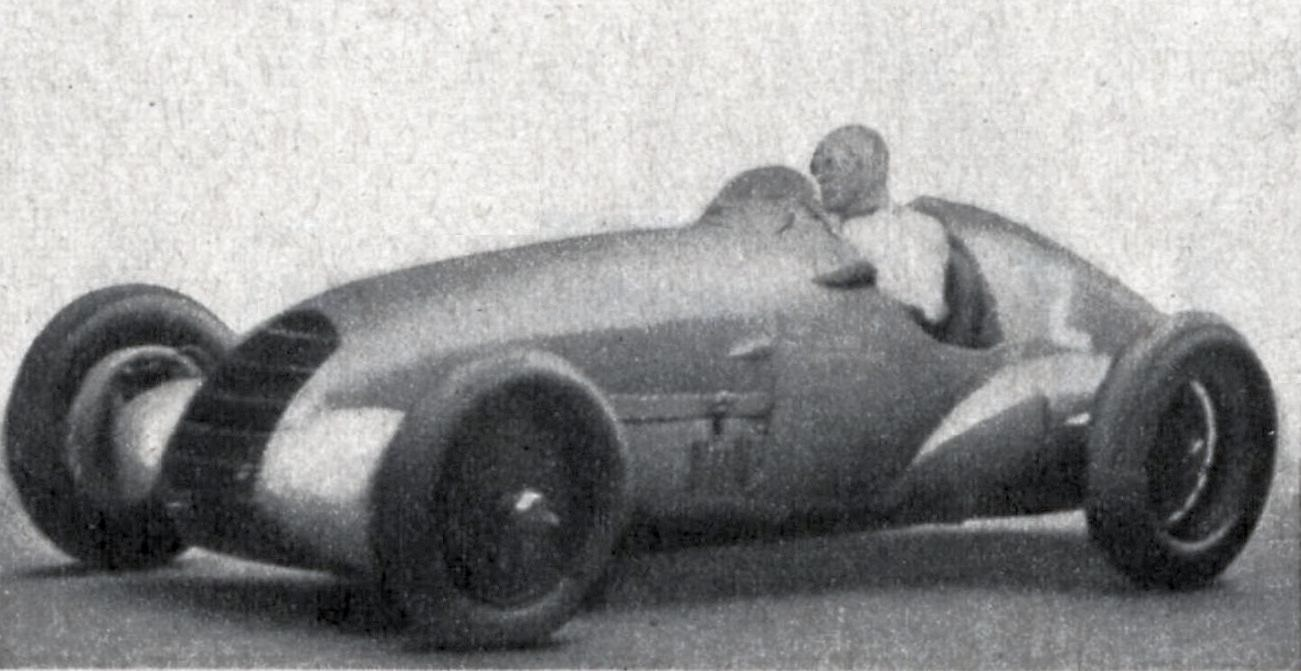
Jean-Pierre Wimille, vincitore della Coppa della Resistenza, al Bois de Boulogne nel 1946 su Alfa Romeo Tipo 308.

Il 9 settembre 1945 , pochi mesi dopo la liberazione, si tiene questa manifestazione, la prima in Europa dal 1939. Jean-Pierre Wimille vinse questa gara, allora chiamata “Coupe des Prisonniers”. Questa è la penultima vittoria — comunque l'ultima su un circuito francese - di Bugatti in una gara automobilistica in Francia.

## Albo d'Oro
| Anno      | Vincitore             | Vettura          | Circuito         | Resoconto     |
| --------- | --------------------- | ---------------- | ---------------- | ------------- |
| 1939      | Jean-Pierre Wimille   | Bugatti          | Linas-Montlhery  | Resoconto     |
| 1940-1944 | Non disputato         | Non disputato    | Non disputato    | Non disputato |
| 1945      | Jean-Pierre Wimille   | Bugatti          | Bois de Boulogne | Resoconto     |
| 1946      | Jean-Pierre Wimille   | Alfa Romeo       | Bois de Boulogne | Resoconto     |
| 1947      | Jean-Pierre Wimille   | Alfa Romeo       | Bois de Boulogne | Resoconto     |
| 1948      | Yves Giraud Cabantous | Talbot           | Linas-Montlhery  | Resoconto     |
| 1949      | Philippe Étancelin    | Talbot-Lago      | Linas-Montlhery  | Resoconto     |
| 1950      | Giorgio Grignard      | Talbot-Lago      | Linas-Montlhery  | Resoconto     |
| 1951      | Giuseppe Farina       | Maserati         | Bois de Boulogne | Resoconto     |
| 1952      | Piero Taruffi         | Scuderia Ferrari | Linas-Montlhery  | Resoconto     |

## In seguito
Successivamente, diverse gare Gran Turismo con il nome di "GP de Paris" si sono svolte nuovamente a Linas-Montlhéry organizzate dall'AGACI, nel 1967 (vinto da Robert Buchet su Porsche 906 ), 1968 (vinto dal belga Alain Dex su Lotus Elan ) e 1969 (vinto da Joakim Bonnier su Lola T70 Mk.3B GT), ma anche nelle Sport-prototipi, nel 1968 (vinto da Johnny Servoz-Gavin su Matra M630) e 1974.